# Henriëtta Anne van Engeland

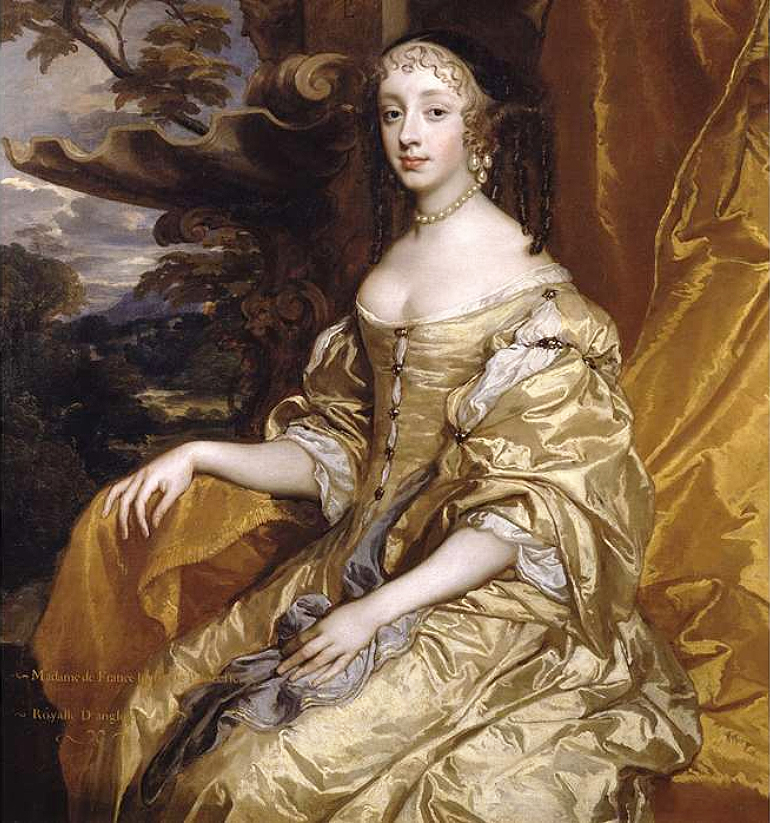
Portretschilderij door Peter Lely (ca. 1662)

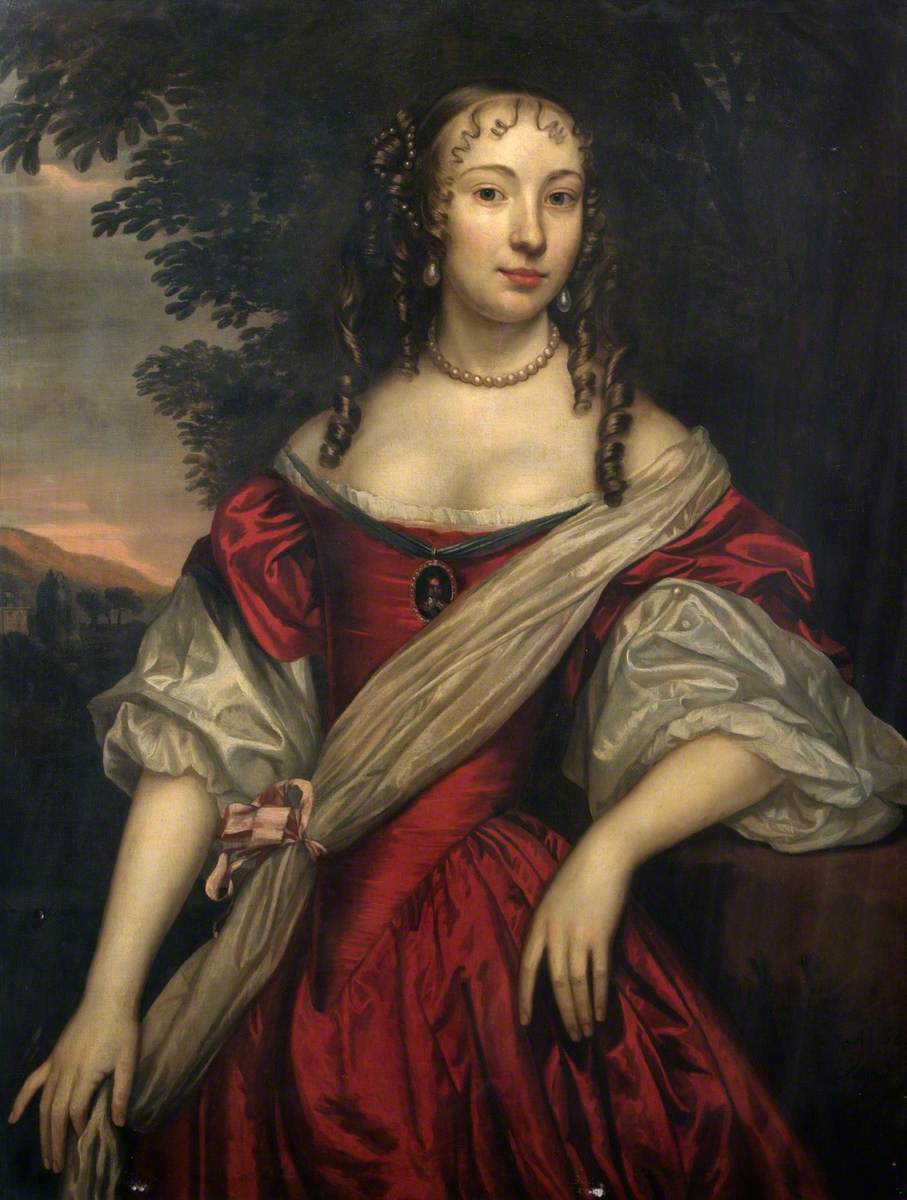
Portretschilderij door Jan Mijtens (ca. 1665)

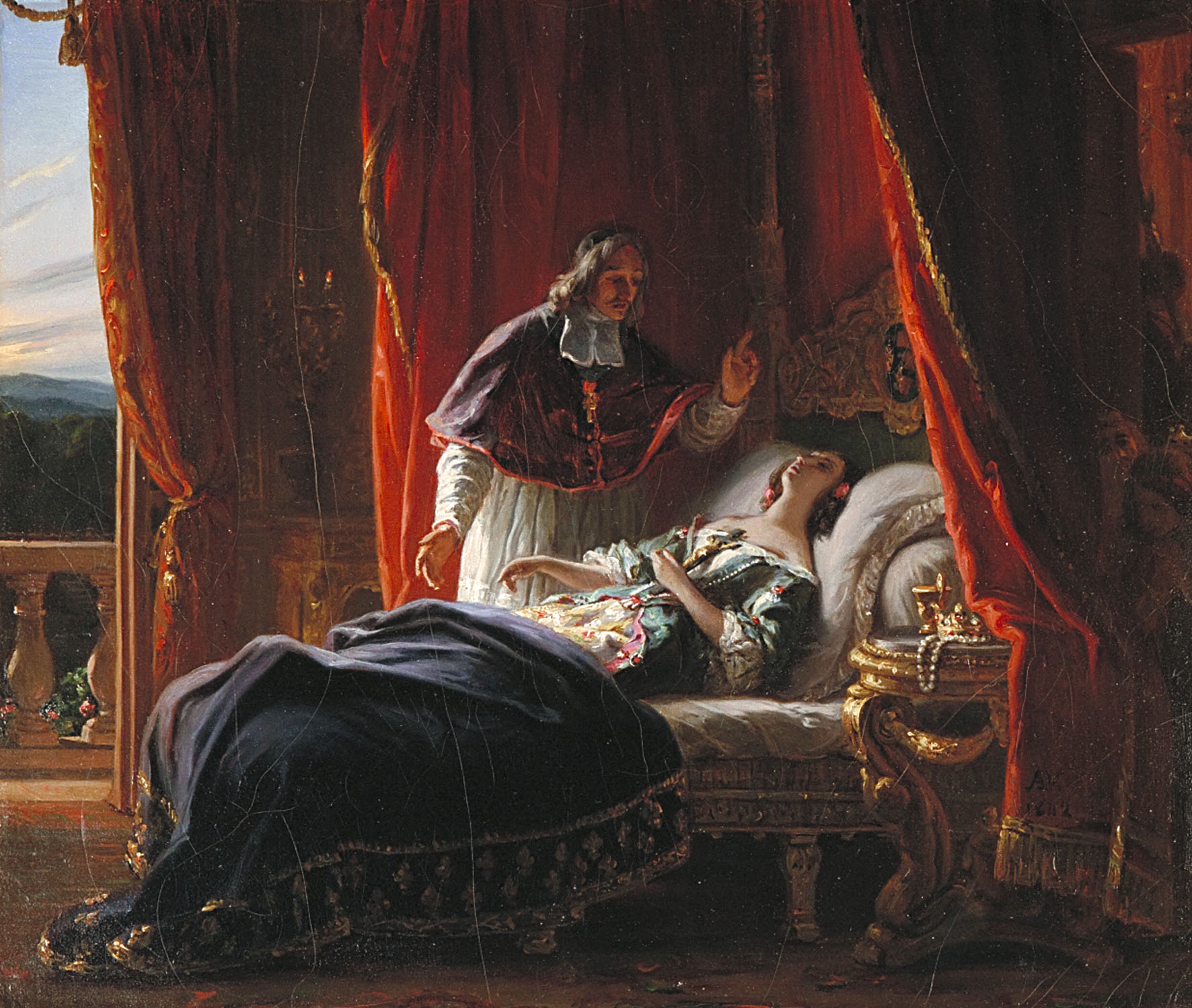
Op het historiestuk De dood van Madame (1842) toont Auguste Vinchon hoe ze op haar sterfbed werd bijgestaan door Bossuet.

Henriëtta Anne van Engeland (Exeter, 16 juni 1644 — Saint-Cloud, 30 juni 1670) was de jongste dochter van de Engelse koning Karel I en diens echtgenote koningin Henriëtta Maria van Frankrijk en de eerste echtgenote van  Filips I, hertog van Orléans, de broer van de Franse koning Lodewijk XIV.

## Geboorte en jeugd
Prinses Henriëtta werd geboren op het Bedford House te Exeter, in het zuiden van Engeland, op een moment dat  de Engelse Burgeroorlog een hoogtepunt bereikte. Twee weken na haar geboorte vluchtte haar moeder, de koningin, uit Engeland om naar haar geboorteland Frankrijk terug te keren (Henriëtta Maria was een dochter van de Franse koning Hendrik IV. Ze liet haar dochter over aan de zorgen van Anne Villiers, gravin van Morton, als gouvernante. Ze werd in de kathedraal van Exeter anglicaans gedoopt. Toen de troepen van het Parlement in 1646 Exeter veroverden, werd ze met haar gouvernante naar Londen overgebracht. Daarop wist Lady Morton haar, als boerin verkleed, naar Frankrijk te smokkelen.  
Henriette Anne ("Anne" werd bij haar naam gevoegd toen ze toetrad tot de Rooms-Katholieke Kerk) stond met haar moeder onder bescherming van haar volle neef, de Zonnekoning Lodewijk XIV. Ze mochten met een hofhouding het kasteel van Saint-Germain-en-Laye bewonen. Intussen werd haar vader, Karel I, onthoofd en Engeland werd een republiek. Frankrijk kende intussen de Fronde, een opstand tegen de macht van de koning. Henriëtta en haar moeder stonden in deze moeilijke tijden dicht bij Lodewijk. Hij en Henriëtta konden het goed met elkaar vinden en er werd van een huwelijk gesproken. Maar om politieke redenen trouwde Lodewijk XIV uiteindelijk in 1660 met Maria Theresia van Spanje.

## Hertogin van Orléans
Nog in 1660 werd in Engeland de monarchie hersteld en kwam Henriëtta's broer als Karel II op de Engelse troon.  
Om de banden met Engeland aan te halen besliste Lodewijk XIV dat Henriëtta zou huwen met zijn enige broer Filips, hertog van Orléans. De twee trouwden in de Koninklijke Kapel te Parijs op 31 maart 1661. Als echtgenote van Monsieur (benaming voor de broer van de Franse koning) stond Henriëtta voortaan bekend als Madame. Het echtpaar verbleef onder meer in het Palais-Royal in Parijs en het kasteel van Saint-Cloud.   
Aanvankelijk konden Monsieur en Madame het goed met elkaar vinden, maar zij moest zich snel neerleggen bij de homoseksuele relaties van haar man. Hij omringde zich met mooie mannen, de mignons, die de strijd om de macht met Henriëtta aangingen.
Ondanks de geaardheid van Monsieur werd Henriëtta acht keer zwanger en kreeg ze uiteindelijk vier kinderen. Er waren geruchten dat Lodewijk XIV de vader van sommige kinderen was, of de graaf van Guiche, een edelman met wie ze in het begin van haar huwelijk een relatie had.  
Henriëtta had hoe dan ook veel invloed op de koning (haar hofdame Louise de La Vallière werd een favoriete minnares van Lodewijk). Ze gebruikte deze invloed om de macht van de mignons in te perken. Filips' grootste favoriet, de mooie chevalier de Lorraine, werd naar Rome verbannen.

## Diplomatieke opdracht
Intussen had Madame een goede band behouden met haar broer Karel II, met wie ze een intense briefwisseling voerde. Lodewijk XIV had zoveel vertrouwen in zijn schoonzuster dat hij haar in 1670 naar Engeland stuurde om in het geheim met haar broer te onderhandelen over een bondgenootschap dat vooral tegen de Verenigde Provinciën was gericht. Dat resulteerde in het geheime Verdrag van Dover, waarin Karel II beloofde zich tot het katholicisme te bekeren, tegen de wil van het Engelse Parlement. Voor de Zonnekoning was dit een groot diplomatiek succes, waar Henriëtta een belangrijk aandeel in had. 

## Verdacht overlijden
Twee weken na haar terugkeer uit Engeland kreeg Madame hevige pijnen na het drinken van een kop cichorei. Ze stierf enkele uren later, amper 26 jaar oud.  
Er werd meteen aan vergiftiging door de mignons gedacht (chevalier de Lorraine zou het vergif vanuit Rome hebben gezonden). Een door de koning bevolen autopsie, waar zowel Franse als Engelse artsen aan deelnamen, stelde vast dat ze aan buikgriep was overleden en niet aan vergiftiging. Ze werd met grootse plechtigheden in de abdijkerk van Saint-Denis begraven.  
Meer dan veertig jaar na haar dood hebben zowel de hertog van Saint-Simon (in zijn bekende memoires) als Filips' tweede echtgenote, Elisabeth-Charlotte van de Palts bevestigd dat het om vergiftiging ging. Geen van beiden was aanwezig op het moment van haar overlijden (Saint-Simon was nog niet eens geboren), maar ze waren goed op de hoogte van wat er aan het hof werd verteld. Lodewijk XIV zou, toen hij zeker was dat zijn broer zelf niet in de moord was betrokken, de hele zaak in de doofpot hebben gestopt om het kersverse bondgenootschap met Engeland niet in gevaar te brengen.
Historici zijn blijven discussiëren of "de eerste Madame" (Monsieur zou snel hertrouwen) al dan niet werd vergiftigd, maar bewijzen daarvoor zijn nooit geleverd.

## Kinderen
- Marie Louise (27 maart 1662 - 12 februari 1689), trouwde in 1679 met de Spaanse koning Karel II
- Filips Karel (16 juli 1664 - 8 december 1666), hertog van Valois
- Een doodgeboren dochter (9 juli 1665)
- Anne Marie (27 augustus 1669 - 26 augustus 1728), trouwde met koning Victor Amadeus II van Sardinië

## Voorouders
| Henry Stuart Darnley (1545-1567) | Henry Stuart Darnley (1545-1567) | Henry Stuart Darnley (1545-1567) | Henry Stuart Darnley (1545-1567) | Henry Stuart Darnley (1545-1567)   | Henry Stuart Darnley (1545-1567)   | Maria I van Schotland (1542-1587)  | Maria I van Schotland (1542-1587)  | Maria I van Schotland (1542-1587)  | Maria I van Schotland (1542-1587)  | Maria I van Schotland (1542-1587) | Maria I van Schotland (1542-1587) |                                   |                                   | Frederik II van Denemarken (1534-1588) | Frederik II van Denemarken (1534-1588) | Frederik II van Denemarken (1534-1588) | Frederik II van Denemarken (1534-1588) | Frederik II van Denemarken (1534-1588) | Frederik II van Denemarken (1534-1588) | Sophia van Mecklenburg-Güstrow (1557-1631) | Sophia van Mecklenburg-Güstrow (1557-1631) | Sophia van Mecklenburg-Güstrow (1557-1631) | Sophia van Mecklenburg-Güstrow (1557-1631) | Sophia van Mecklenburg-Güstrow (1557-1631) | Sophia van Mecklenburg-Güstrow (1557-1631) |                                     |                                     | Anton van Bourbon (1518-1562)       | Anton van Bourbon (1518-1562)       | Anton van Bourbon (1518-1562) | Anton van Bourbon (1518-1562) | Anton van Bourbon (1518-1562)        | Anton van Bourbon (1518-1562)        | Johanna van Albret (1528-1572)       | Johanna van Albret (1528-1572)       | Johanna van Albret (1528-1572)       | Johanna van Albret (1528-1572)       | Johanna van Albret (1528-1572)            | Johanna van Albret (1528-1572)            |                                           |                                           | Francesco I de' Medici (1541-1587)        | Francesco I de' Medici (1541-1587)        | Francesco I de' Medici (1541-1587)      | Francesco I de' Medici (1541-1587)      | Francesco I de' Medici (1541-1587) | Francesco I de' Medici (1541-1587) | Johanna van Oostenrijk (1547-1578) | Johanna van Oostenrijk (1547-1578) | Johanna van Oostenrijk (1547-1578) | Johanna van Oostenrijk (1547-1578) | Johanna van Oostenrijk (1547-1578) | Johanna van Oostenrijk (1547-1578) |  |  |  |  |  |  |  |  |  |  |  |  |  |  |  |  |  |  |  |  |  |  |  |  |  |  |  |  |  |  |  |  |  |  |  |  |  |  |  |  |  |  |  |  |  |  |  |  |
| Henry Stuart Darnley (1545-1567) | Henry Stuart Darnley (1545-1567) | Henry Stuart Darnley (1545-1567) | Henry Stuart Darnley (1545-1567) | Henry Stuart Darnley (1545-1567)   | Henry Stuart Darnley (1545-1567)   | Maria I van Schotland (1542-1587)  | Maria I van Schotland (1542-1587)  | Maria I van Schotland (1542-1587)  | Maria I van Schotland (1542-1587)  | Maria I van Schotland (1542-1587) | Maria I van Schotland (1542-1587) |                                   |                                   | Frederik II van Denemarken (1534-1588) | Frederik II van Denemarken (1534-1588) | Frederik II van Denemarken (1534-1588) | Frederik II van Denemarken (1534-1588) | Frederik II van Denemarken (1534-1588) | Frederik II van Denemarken (1534-1588) | Sophia van Mecklenburg-Güstrow (1557-1631) | Sophia van Mecklenburg-Güstrow (1557-1631) | Sophia van Mecklenburg-Güstrow (1557-1631) | Sophia van Mecklenburg-Güstrow (1557-1631) | Sophia van Mecklenburg-Güstrow (1557-1631) | Sophia van Mecklenburg-Güstrow (1557-1631) |                                     |                                     | Anton van Bourbon (1518-1562)       | Anton van Bourbon (1518-1562)       | Anton van Bourbon (1518-1562) | Anton van Bourbon (1518-1562) | Anton van Bourbon (1518-1562)        | Anton van Bourbon (1518-1562)        | Johanna van Albret (1528-1572)       | Johanna van Albret (1528-1572)       | Johanna van Albret (1528-1572)       | Johanna van Albret (1528-1572)       | Johanna van Albret (1528-1572)            | Johanna van Albret (1528-1572)            |                                           |                                           | Francesco I de' Medici (1541-1587)        | Francesco I de' Medici (1541-1587)        | Francesco I de' Medici (1541-1587)      | Francesco I de' Medici (1541-1587)      | Francesco I de' Medici (1541-1587) | Francesco I de' Medici (1541-1587) | Johanna van Oostenrijk (1547-1578) | Johanna van Oostenrijk (1547-1578) | Johanna van Oostenrijk (1547-1578) | Johanna van Oostenrijk (1547-1578) | Johanna van Oostenrijk (1547-1578) | Johanna van Oostenrijk (1547-1578) |  |  |  |  |  |  |  |  |  |  |  |  |  |  |  |  |  |  |  |  |  |  |  |  |  |  |  |  |  |  |  |  |  |  |  |  |  |  |  |  |  |  |  |  |  |  |  |  |
|                                  |                                  |                                  |                                  |                                    |                                    |                                    |                                    |                                    |                                    |                                   |                                   |                                   |                                   |                                        |                                        |                                        |                                        |                                        |                                        |                                            |                                            |                                            |                                            |                                            |                                            |                                     |                                     |                                     |                                     |                               |                               |                                      |                                      |                                      |                                      |                                      |                                      |                                           |                                           |                                           |                                           |                                           |                                           |                                         |                                         |                                    |                                    |                                    |                                    |                                    |                                    |                                    |                                    |  |  |  |  |  |  |  |  |  |  |  |  |  |  |  |  |  |  |  |  |  |  |  |  |  |  |  |  |  |  |  |  |  |  |  |  |  |  |  |  |  |  |  |  |  |  |  |  |
|                                  |                                  |                                  |                                  | Jacobus I van Engeland (1566-1625) | Jacobus I van Engeland (1566-1625) | Jacobus I van Engeland (1566-1625) | Jacobus I van Engeland (1566-1625) | Jacobus I van Engeland (1566-1625) | Jacobus I van Engeland (1566-1625) |                                   |                                   |                                   |                                   |                                        |                                        | Anna van Denemarken (1574-1619)        | Anna van Denemarken (1574-1619)        | Anna van Denemarken (1574-1619)        | Anna van Denemarken (1574-1619)        | Anna van Denemarken (1574-1619)            | Anna van Denemarken (1574-1619)            |                                            |                                            |                                            |                                            |                                     |                                     |                                     |                                     |                               |                               | Hendrik IV van Frankrijk (1553-1610) | Hendrik IV van Frankrijk (1553-1610) | Hendrik IV van Frankrijk (1553-1610) | Hendrik IV van Frankrijk (1553-1610) | Hendrik IV van Frankrijk (1553-1610) | Hendrik IV van Frankrijk (1553-1610) |                                           |                                           |                                           |                                           |                                           |                                           | Maria de' Medici (1575-1642)            | Maria de' Medici (1575-1642)            | Maria de' Medici (1575-1642)       | Maria de' Medici (1575-1642)       | Maria de' Medici (1575-1642)       | Maria de' Medici (1575-1642)       |                                    |                                    |                                    |                                    |  |  |  |  |  |  |  |  |  |  |  |  |  |  |  |  |  |  |  |  |  |  |  |  |  |  |  |  |  |  |  |  |  |  |  |  |  |  |  |  |  |  |  |  |  |  |  |  |
|                                  |                                  |                                  |                                  | Jacobus I van Engeland (1566-1625) | Jacobus I van Engeland (1566-1625) | Jacobus I van Engeland (1566-1625) | Jacobus I van Engeland (1566-1625) | Jacobus I van Engeland (1566-1625) | Jacobus I van Engeland (1566-1625) |                                   |                                   |                                   |                                   |                                        |                                        | Anna van Denemarken (1574-1619)        | Anna van Denemarken (1574-1619)        | Anna van Denemarken (1574-1619)        | Anna van Denemarken (1574-1619)        | Anna van Denemarken (1574-1619)            | Anna van Denemarken (1574-1619)            |                                            |                                            |                                            |                                            |                                     |                                     |                                     |                                     |                               |                               | Hendrik IV van Frankrijk (1553-1610) | Hendrik IV van Frankrijk (1553-1610) | Hendrik IV van Frankrijk (1553-1610) | Hendrik IV van Frankrijk (1553-1610) | Hendrik IV van Frankrijk (1553-1610) | Hendrik IV van Frankrijk (1553-1610) |                                           |                                           |                                           |                                           |                                           |                                           | Maria de' Medici (1575-1642)            | Maria de' Medici (1575-1642)            | Maria de' Medici (1575-1642)       | Maria de' Medici (1575-1642)       | Maria de' Medici (1575-1642)       | Maria de' Medici (1575-1642)       |                                    |                                    |                                    |                                    |  |  |  |  |  |  |  |  |  |  |  |  |  |  |  |  |  |  |  |  |  |  |  |  |  |  |  |  |  |  |  |  |  |  |  |  |  |  |  |  |  |  |  |  |  |  |  |  |
|                                  |                                  |                                  |                                  |                                    |                                    |                                    |                                    |                                    |                                    | Karel I van Engeland (1600-1649)  | Karel I van Engeland (1600-1649)  | Karel I van Engeland (1600-1649)  | Karel I van Engeland (1600-1649)  | Karel I van Engeland (1600-1649)       | Karel I van Engeland (1600-1649)       |                                        |                                        |                                        |                                        |                                            |                                            |                                            |                                            |                                            |                                            |                                     |                                     |                                     |                                     |                               |                               |                                      |                                      |                                      |                                      |                                      |                                      | Henriëtta Maria van Frankrijk (1609-1669) | Henriëtta Maria van Frankrijk (1609-1669) | Henriëtta Maria van Frankrijk (1609-1669) | Henriëtta Maria van Frankrijk (1609-1669) | Henriëtta Maria van Frankrijk (1609-1669) | Henriëtta Maria van Frankrijk (1609-1669) |                                         |                                         |                                    |                                    |                                    |                                    |                                    |                                    |                                    |                                    |  |  |  |  |  |  |  |  |  |  |  |  |  |  |  |  |  |  |  |  |  |  |  |  |  |  |  |  |  |  |  |  |  |  |  |  |  |  |  |  |  |  |  |  |  |  |  |  |
|                                  |                                  |                                  |                                  |                                    |                                    |                                    |                                    |                                    |                                    | Karel I van Engeland (1600-1649)  | Karel I van Engeland (1600-1649)  | Karel I van Engeland (1600-1649)  | Karel I van Engeland (1600-1649)  | Karel I van Engeland (1600-1649)       | Karel I van Engeland (1600-1649)       |                                        |                                        |                                        |                                        |                                            |                                            |                                            |                                            |                                            |                                            |                                     |                                     |                                     |                                     |                               |                               |                                      |                                      |                                      |                                      |                                      |                                      | Henriëtta Maria van Frankrijk (1609-1669) | Henriëtta Maria van Frankrijk (1609-1669) | Henriëtta Maria van Frankrijk (1609-1669) | Henriëtta Maria van Frankrijk (1609-1669) | Henriëtta Maria van Frankrijk (1609-1669) | Henriëtta Maria van Frankrijk (1609-1669) |                                         |                                         |                                    |                                    |                                    |                                    |                                    |                                    |                                    |                                    |  |  |  |  |  |  |  |  |  |  |  |  |  |  |  |  |  |  |  |  |  |  |  |  |  |  |  |  |  |  |  |  |  |  |  |  |  |  |  |  |  |  |  |  |  |  |  |  |
|                                  |                                  |                                  |                                  |                                    |                                    |                                    |                                    |                                    |                                    |                                   |                                   |                                   |                                   |                                        |                                        |                                        |                                        |                                        |                                        |                                            |                                            |                                            |                                            |                                            |                                            |                                     |                                     |                                     |                                     |                               |                               |                                      |                                      |                                      |                                      |                                      |                                      |                                           |                                           |                                           |                                           |                                           |                                           |                                         |                                         |                                    |                                    |                                    |                                    |                                    |                                    |                                    |                                    |  |  |  |  |  |  |  |  |  |  |  |  |  |  |  |  |  |  |  |  |  |  |  |  |  |  |  |  |  |  |  |  |  |  |  |  |  |  |  |  |  |  |  |  |  |  |  |  |
|                                  |                                  |                                  |                                  |                                    |                                    |                                    |                                    |                                    |                                    |                                   |                                   |                                   |                                   |                                        |                                        |                                        |                                        |                                        |                                        |                                            |                                            |                                            |                                            |                                            |                                            |                                     |                                     |                                     |                                     |                               |                               |                                      |                                      |                                      |                                      |                                      |                                      |                                           |                                           |                                           |                                           |                                           |                                           |                                         |                                         |                                    |                                    |                                    |                                    |                                    |                                    |                                    |                                    |  |  |  |  |  |  |  |  |  |  |  |  |  |  |  |  |  |  |  |  |  |  |  |  |  |  |  |  |  |  |  |  |  |  |  |  |  |  |  |  |  |  |  |  |  |  |  |  |
| Karel Jacobus Stuart (1629-1629) | Karel Jacobus Stuart (1629-1629) | Karel Jacobus Stuart (1629-1629) | Karel Jacobus Stuart (1629-1629) | Karel Jacobus Stuart (1629-1629)   | Karel Jacobus Stuart (1629-1629)   |                                    |                                    | Karel II van Engeland (1630-1685)  | Karel II van Engeland (1630-1685)  | Karel II van Engeland (1630-1685) | Karel II van Engeland (1630-1685) | Karel II van Engeland (1630-1685) | Karel II van Engeland (1630-1685) |                                        |                                        | Maria Henriëtte Stuart (1631−1660)     | Maria Henriëtte Stuart (1631−1660)     | Maria Henriëtte Stuart (1631−1660)     | Maria Henriëtte Stuart (1631−1660)     | Maria Henriëtte Stuart (1631−1660)         | Maria Henriëtte Stuart (1631−1660)         |                                            |                                            | Jacobus II van Engeland (1633-1701)        | Jacobus II van Engeland (1633-1701)        | Jacobus II van Engeland (1633-1701) | Jacobus II van Engeland (1633-1701) | Jacobus II van Engeland (1633-1701) | Jacobus II van Engeland (1633-1701) |                               |                               | Hendrik Stuart (1640-1660)           | Hendrik Stuart (1640-1660)           | Hendrik Stuart (1640-1660)           | Hendrik Stuart (1640-1660)           | Hendrik Stuart (1640-1660)           | Hendrik Stuart (1640-1660)           |                                           |                                           | Henriëtta Anne van Engeland (1644-1670)   | Henriëtta Anne van Engeland (1644-1670)   | Henriëtta Anne van Engeland (1644-1670)   | Henriëtta Anne van Engeland (1644-1670)   | Henriëtta Anne van Engeland (1644-1670) | Henriëtta Anne van Engeland (1644-1670) |                                    |                                    | 3 jong overleden zusters           | 3 jong overleden zusters           | 3 jong overleden zusters           | 3 jong overleden zusters           | 3 jong overleden zusters           | 3 jong overleden zusters           |  |  |  |  |  |  |  |  |  |  |  |  |  |  |  |  |  |  |  |  |  |  |  |  |  |  |  |  |  |  |  |  |  |  |  |  |  |  |  |  |  |  |  |  |  |  |  |  |

## Culturele weerklank
De predikant Jacques-Bénigne Bossuet, die Henriëtta in haar laatste ogenblikken had bijgestaan, sprak op haar begrafenis zijn roerende Oraison funèbre de Henriette-Anne d'Angeterre, met de beroemde anafoor 'Mevrouw is stervende! Mevrouw is gestorven!'
Ô nuit désastreuse ! Ô nuit effroyable, où retentit tout à coup un éclat de tonnerre cette étonnante nouvelle : Madame se meurt ! Madame est morte !
Ze is een personnage in De burggraaf van Bragelonne (1847-1850), een roman van Alexandre Dumas père.
In de miniserie Charles II: the Power and the Passion (2003) wordt ze gespeeld door Anne-Marie Duff en in de televisieserie Versailles (2015-2018) door Noémie Schmidt.